# Лопатинский, Лев Григорьевич
Лев Григорьевич Лопатинский (18 января 1842, г. Долина, Ивано-Франковская область — 21 августа 1922) — лингвист и этнограф, исследователь языков народов Кавказа.

## Биография
Родился и вырос в городе Долине (Галиция). Учился в Карловом (Пражском), затем Львовском университетах (окончил в 1864 году). Издал «Народный календарь на 1865 год». С 1866 года жил в Российской империи. Работал в гимназиях Киева, Уфы, Пятигорска (директор с 1883 года) и других городов. Был профессором Тифлисского, а с 1919 — Бакинского университетов.

## Работы
«Суффиксы русского языка. Влияние кавказских языков на их образование» (1902), «Заметки об особенностях нальчикского говора» (1904), «Кое-что о кумыках и их языке». Составил «Русско-кабардинский словарь» (1890) и «Кабардинскую азбуку» (1906). Автор учебных пособий по латыни.
- «Латинская книга для чтения» (Киев, 1871);
- «Народный календарь» (1861);
- «Кабардинская грамматика со славаремъ» — в Лейпцигском университете получил степень доктора фиолософии.
- «Краткая Кабардинская грамматика»,
- «Русско-кабардинский словарь с обратным указателем»,
- «Суффиксы русского языка. Влияние кавказских языков на их образование» (1902),
- «Заметки об особенностях нальчикского говора» (1904),
- «Кое-что о кумыках и об их языке».
- «Русско-кабардинский словарь…» (1890)
- «Талышинские тексты» (1894)
- «Кабардинская азбука» (1906).